# Herman Edquist
Herman Adrian Lappen Edquist, född 4 mars 1897 i Hudiksvall, död 4 mars 1954 i Stockholm, var en svensk redaktör och tecknare.
Efter avlagd studentexamen i Sundsvall 1917 arbetade han först under några år på ett bankkontor samtidigt som han ritade gubbar för Falu Kuriren. Han studerade teckning vid Carl Wilhelmsons målarskola i Stockholm 1919 och i Paris 1924. Som konstnär var han huvudsakligen verksam som tidningstecknare i bland annat Idrottsbladet, Svenska idrottstidningen, Svenska Dagbladet, Stockholms Tidningen och Dagens Nyheter samt affischteckningar. Han anställdes som journalist vid Dagens Nyheter under 1930-talet och medverkade i tidningens sportspalter med text och illustrationer. Han gav ut boken Hundra gubbar, Hudikar och Norrhälsningar i karrikatyr och värs 1924 där verserna skrevs av August Bergstrand samt Män i järn, Teckningar I-IV 1935-1938. Han var en av initiativtagarna till bildandet av föreningen Konsten i sporten under 1940-talet. Edquist är representerad vid Uppsala universitetsbibliotek.